# گربه در اسطوره‌شناسی و فولکلور ایران

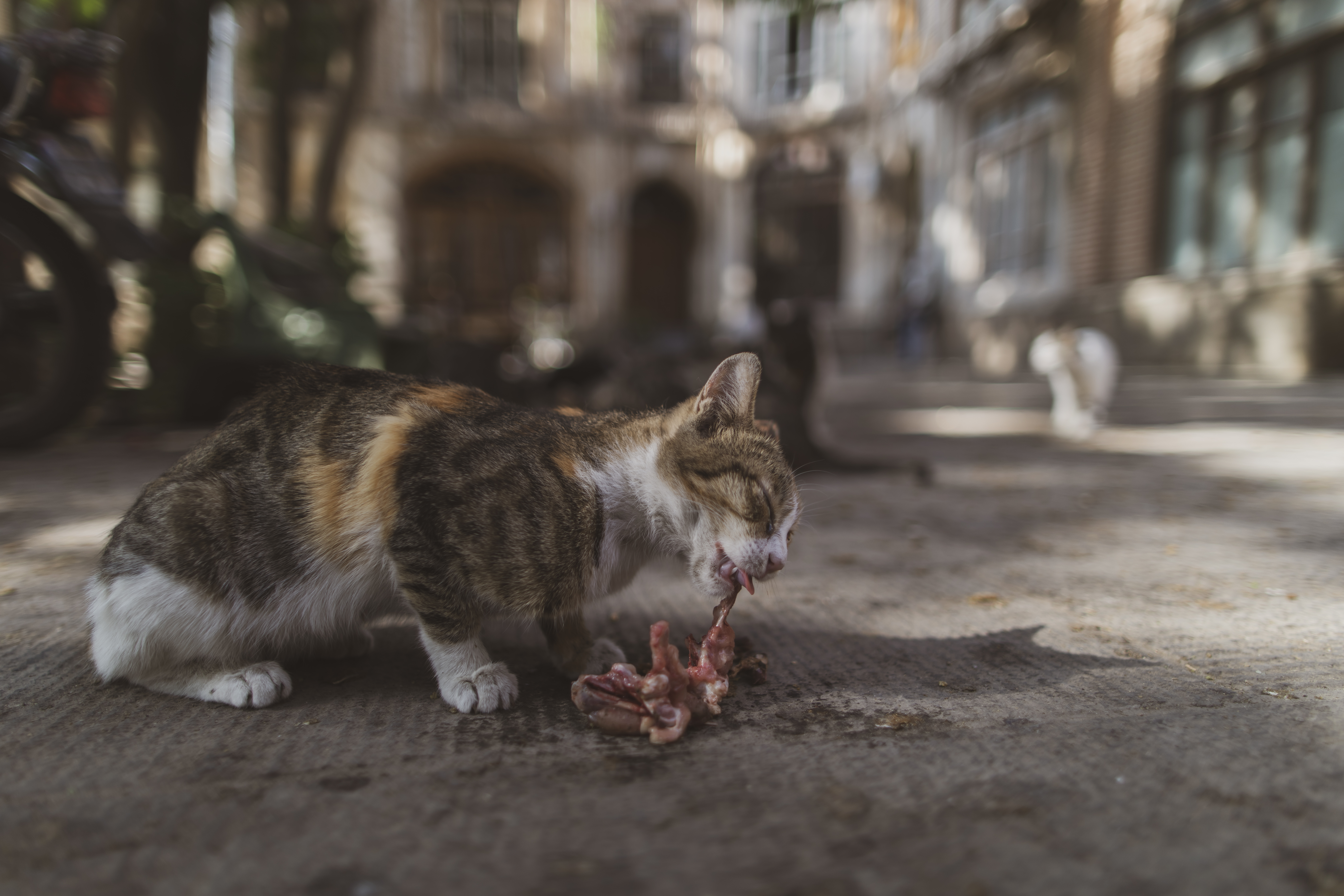
یک گربه در بازار تبریز در حال خورد غذا

قبل از اواخر دوره ساسانی در متون ادبی فارسی از گربه‌ها ذکری نشده بود. در اسطوره‌شناسی زرتشتی گفته می‌شود گربه (گوربگ) را روح شیطانی آفریده است و در متون پهلوی آن را در «گونه‌های گرگ» که بسی منفورند طبقه‌بندی می‌کنند. بنا بر یک افسانه زردشتی که در دادستان دنیگ ذکر شده گربه از جماع جمک خواهر جم با یک دیو به وجود آمد.
به‌هرحال گربه از قبلتر شناخته شده بود، چرا که پارتیان گربه ایرانی موبلند صادر می‌کردند. دمبک در بازسازی حدسی تاریخ گربه ایرانی معتقد است که کمبوجیه بود که نژادی از گربه را از مصر آورد که بعدها به صورت گربه خزدار ایرانی درآمد.